# Тест 99-й страницы
«Тест 99-й страницы» — метод оценки произведения художественной литературы, предложенный в 1939 году литературным критиком Фордом Мэдоксом Фордом. Форд предположил, что читатель может понять, насколько хорошо написана книга, прочитав из неё 99-ю страницу. Текст на обложке и первых страницах, как правило, наиболее тщательно редактируется и поэтому может не отражать качество книги в целом.
Авторство теста приписывается также Перси Уиндему Льюису; впрочем, первое достоверное его упоминание принадлежит позднейшему американскому писателю Уильяму Гэссу, который в 1991 году в своем сборнике эссе «Пятьдесят литературных столпов» (Fifty Literary Pillars) называет изобретателем Форда.
Тест дал название американской панк-группе Pg. 99 (1997–2003), которую The Guardian называет первым популяризатором идеи в США. На момент появления принцип не получил достаточного внимания, популярность же обрёл после появления блога «The Page 99 Test», в котором приводятся оценки и цитаты 99-й страницы различных книг.
Аналогичный метод оценки книги изложил Маршалл Маклюэн в книге 1969 года «Галактика Гутенберга. Становление человека печатающего»: в качестве тестовой страницы Маклюэн предлагал использовать 69-ю.